# Крестьянская
Крестьянская — река в России, протекает по Октябрьскому району Ханты-Мансийского автономного округа. Длина реки составляет 43 км. Площадь водосборного бассейна — 453 км².
Начинается в болоте среди леса между истоками Хатасъюгана, Ун-Хутъюгана и Кушъюхъюгана. От истока течёт в восточном направлении через берёзово-кедровый лес. По берегам реки расположены урочища Пайкутнысоим, Селепъенг, Башмаковская Дача. Впадает в Нягыньюган вблизи его устья на высоте 14,5 метров над уровнем моря. Приустьевая часть весной (с мая по июль) затапливается, образуя озеро Вандмтор.
Ширина реки в нижнем течении — 30-34 метра, глубина — 1,2 метра, скорость течения воды 0,3 м/с.
В низовьях пересекается железной дорогой Ивдель — Приобье.

## Притоки
Объекты перечислены по порядку от устья к истоку.
- Тыхтымъюган[5] (лв)
- 6 км: Соготъюган[3] (пр)
- 9 км: Селепъюган[3] (пр)
- 30 км: Малая Крестьянская[3] (лв)

## Данные водного реестра
По данным государственного водного реестра России относится к Нижнеобскому бассейновому округу, водохозяйственный участок реки — Обь от впадения Иртыша до впадения реки Северная Сосьва, речной подбассейн реки — бассейны притока Оби от Иртыша до впадения Северной Сосьвы. Речной бассейн реки — (Нижняя) Обь от впадения Иртыша.
Код объекта в государственном водном реестре — 15020100112115300019764.